# Primera División 2012 (Cile)
L'edizione 2012 della Primera División è stata l'81ª edizione del massimo torneo calcistico cileno. Si è svolto nell'arco dell'intero anno solare con la formula dei tornei di Apertura e Clausura, vinti rispettivamente dall'Universidad de Chile (16º titolo) e dallo Huachipato (2º titolo).

## Squadre partecipanti
| Club                 | Città                   | Stadio                             |
| -------------------- | ----------------------- | ---------------------------------- |
| Audax Italiano       | La Florida, Santiago    | Estadio Bicentenario de La Florida |
| Cobreloa             | Calama                  | Estadio Municipal de Calama        |
| Cobresal             | El Salvador             | Estadio El Cobre                   |
| Colo-Colo            | Macul, Santiago         | Estadio Monumental David Arellano  |
| Dep. Antofagasta     | Antofagasta             | Estadio Regional de Antofagasta    |
| Dep. Iquique         | Iquique                 | Estadio Tierra de Campeones        |
| Dep. La Serena       | La Serena               | Estadio La Portada                 |
| Huachipato           | Talcahuano              | Estadio CAP                        |
| O'Higgins            | Rancagua                | Estadio El Teniente                |
| Palestino            | La Cisterna, Santiago   | Estadio Municipal de La Cisterna   |
| Rangers de Talca     | Talca                   | Estadio Fiscal de Talca            |
| Santiago Wanderers   | Valparaíso              | Estadio Regional Chiledeportes     |
| Unión Española       | Independencia, Santiago | Estadio Santa Laura                |
| Unión La Calera      | La Calera               | Estadio Municipal Nicolás Chahuán  |
| Unión San Felipe     | San Felipe              | Estadio Municipal de San Felipe    |
| Universidad Católica | Las Condes, Santiago    | Estadio San Carlos de Apoquindo    |
| Universidad de Chile | Ñuñoa, Santiago         | Estadio Nacional de Chile          |
| Univ. de Concepción  | Concepción              | Estadio Municipal de Concepción    |

## Torneo Apertura
Il torneo di Apertura 2012 è iniziato il 28 gennaio 2012 e si è concluso il 2 luglio con la vittoria dell'Universidad de Chile.

### Classifica finale
|  | Pos. | Squadra              | Pt | G  | V  | N | P  | GF | GS | DR  |
|  | ---- | -------------------- | -- | -- | -- | - | -- | -- | -- | --- |
|  | 1.   | Universidad de Chile | 40 | 17 | 13 | 1 | 3  | 44 | 14 | +30 |
|  | 2.   | O'Higgins            | 35 | 17 | 11 | 2 | 4  | 31 | 15 | +16 |
|  | 3.   | Dep. Iquique         | 35 | 17 | 10 | 5 | 2  | 30 | 14 | +16 |
|  | 4.   | Universidad Católica | 30 | 17 | 8  | 6 | 3  | 31 | 17 | +14 |
|  | 5.   | Unión Española       | 27 | 17 | 8  | 3 | 6  | 38 | 28 | +10 |
|  | 6.   | Colo-Colo            | 26 | 17 | 7  | 5 | 5  | 22 | 21 | +1  |
|  | 7.   | Unión La Calera      | 24 | 17 | 6  | 6 | 5  | 21 | 18 | +3  |
|  | 8.   | Cobreloa             | 23 | 17 | 7  | 2 | 8  | 23 | 25 | -2  |
|  | 9.   | Huachipato           | 23 | 17 | 6  | 5 | 6  | 25 | 28 | -3  |
|  | 10.  | Univ. de Concepción  | 21 | 17 | 5  | 6 | 6  | 23 | 27 | -4  |
|  | 11.  | Santiago Wanderers   | 20 | 17 | 6  | 2 | 9  | 28 | 30 | -2  |
|  | 12.  | Audax Italiano       | 20 | 17 | 5  | 5 | 7  | 24 | 32 | -8  |
|  | 13.  | Dep. La Serena       | 19 | 17 | 5  | 4 | 8  | 24 | 33 | -9  |
|  | 14.  | Rangers de Talca     | 18 | 17 | 5  | 3 | 9  | 17 | 25 | -8  |
|  | 15.  | Palestino            | 18 | 17 | 5  | 3 | 9  | 14 | 26 | -12 |
|  | 16.  | Dep. Antofagasta     | 17 | 17 | 4  | 5 | 8  | 10 | 20 | -10 |
|  | 17.  | Cobresal             | 13 | 17 | 3  | 4 | 10 | 17 | 40 | -23 |
|  | 18.  | Unión San Felipe     | 13 | 17 | 2  | 7 | 8  | 12 | 21 | -9  |

### Playoff
|  | Quarti di finale     | Quarti di finale     | Quarti di finale | Quarti di finale | Quarti di finale |  |  | Semifinali           | Semifinali           | Semifinali | Semifinali | Semifinali |   |       | Finale                     | Finale                     | Finale | Finale | Finale |  |
|  |                      |                      |                  |                  |                  |  |  |                      |                      |            |            |            |   |       |                            |                            |        |        |        |  |
|  | Universidad de Chile | Universidad de Chile | 2                | 2                | 4                |  |  |                      |                      |            |            |            |   |       |                            |                            |        |        |        |  |
|  | Cobreloa             | Cobreloa             | 1                | 0                | 1                |  |  | Universidad de Chile | Universidad de Chile | 0          | 4          | 4          |   |       |                            |                            |        |        |        |  |
|  | Dep. Iquique         | Dep. Iquique         | 3                | 1                | 4                |  |  | Colo-Colo            | Colo-Colo            | 2          | 0          | 2          |   |       |                            |                            |        |        |        |  |
|  | Colo-Colo            | Colo-Colo            | 3                | 2                | 5                |  |  |                      |                      |            |            |            |   |       | Universidad de Chile (dtr) | Universidad de Chile (dtr) | 1      | 2      | 3 (2)  |  |
|  | Universidad Católica | Universidad Católica | 0                | 1                | 1                |  |  |                      |                      | O'Higgins  | O'Higgins  | 2          | 1 | 3 (0) |                            |                            |        |        |        |  |
|  | Unión Española       | Unión Española       | 3                | 1                | 4                |  |  | Unión Española       | Unión Española       | 1          | 1          | 2          |   |       |                            |                            |        |        |        |  |
|  | O'Higgins            | O'Higgins            | 1                | 3                | 4                |  |  | O'Higgins            | O'Higgins            | 0          | 2          | 2          |   |       |                            |                            |        |        |        |  |
|  | Unión La Calera      | Unión La Calera      | 0                | 2                | 2                |  |  |                      |                      |            |            |            |   |       |                            |                            |        |        |        |  |

- A parità di punteggio al termine dei 180 minuti, prevale la squadra con il miglior piazzamento in classifica. La regola non vale per la finale.

#### Finale
| Arbitro: | Jorge Osorio |

|                    |           |            |
| Rojas 1’ López 72’ | Marcatori | 29’ Marino |

| Arbitro: | Enrique Osses |

|                           |                      |                              |
| Aránguiz 66’ Marino 90+2’ | Marcatori            | 29’ Fernández                |
| Aránguiz Díaz Ruidíaz     | Tiri di rigore 2 – 0 | Rojas Suárez Opazo Gutiérrez |

### Classifica marcatori
Fonte: 
| Gol |  |  | Giocatore            | Squadra              |
| --- |  |  | -------------------- | -------------------- |
| 11  |  |  | Emanuel Herrera      | Unión Española       |
| 11  |  |  | Sebastián Ubilla     | Santiago Wanderers   |
| 11  |  |  | Enzo Gutiérrez       | O'Higgins            |
| 10  |  |  | Ángelo Henríquez     | Universidad de Chile |
| 9   |  |  | Braian Rodríguez     | Huachipato           |
| 9   |  |  | Esteban Paredes      | Colo-Colo            |
| 8   |  |  | Milton Caraglio      | Rangers de Talca     |
| 8   |  |  | Gastón Cellerino     | Unión La Calera      |
| 8   |  |  | Ramón Fernández      | O'Higgins            |
| 8   |  |  | Raúl Ruidíaz         | Universidad de Chile |
| 8   |  |  | Júnior Fernándes     | Universidad de Chile |
| 8   |  |  | Miguel Ángel Cuéllar | Cobresal             |
| 8   |  |  | Sebastián Jaime      | Unión Española       |

## Torneo Clausura
Il torneo di Clausura 2012 è iniziato il 7 luglio 2012 ed è terminato il 9 dicembre con la vittoria del Huachipato.

### Classifica
|  | Pos. | Squadra              | Pt | G  | V | N | P | GF | GS | DR  |
|  | ---- | -------------------- | -- | -- | - | - | - | -- | -- | --- |
|  | 1.   | Colo-Colo            | 33 | 17 | 9 | 6 | 2 | 32 | 14 | +18 |
|  | 2.   | Universidad de Chile | 33 | 17 | 9 | 6 | 2 | 32 | 20 | +12 |
|  | 3.   | Palestino            | 30 | 17 | 9 | 3 | 5 | 22 | 18 | +4  |
|  | 4.   | Dep. Iquique         | 30 | 17 | 9 | 3 | 5 | 24 | 27 | -3  |
|  | 5.   | Rangers de Talca     | 30 | 17 | 8 | 6 | 3 | 27 | 19 | +8  |
|  | 6.   | Huachipato           | 25 | 17 | 7 | 4 | 6 | 23 | 21 | +2  |
|  | 7.   | Unión Española       | 24 | 17 | 7 | 3 | 7 | 28 | 28 | +0  |
|  | 8.   | Audax Italiano       | 23 | 17 | 6 | 5 | 6 | 29 | 26 | +3  |
|  | 9.   | Universidad Católica | 23 | 17 | 6 | 5 | 6 | 24 | 23 | +1  |
|  | 10.  | Cobresal             | 22 | 17 | 5 | 7 | 5 | 22 | 24 | -2  |
|  | 11.  | Unión San Felipe     | 21 | 17 | 6 | 3 | 8 | 19 | 21 | -2  |
|  | 12.  | Cobreloa             | 20 | 17 | 6 | 2 | 9 | 23 | 24 | -1  |
|  | 13.  | Dep. Antofagasta     | 20 | 17 | 6 | 2 | 9 | 26 | 29 | -3  |
|  | 14.  | O'Higgins            | 20 | 17 | 5 | 5 | 7 | 22 | 27 | -5  |
|  | 15.  | Santiago Wanderers   | 19 | 17 | 4 | 7 | 6 | 27 | 28 | -1  |
|  | 16.  | Univ. de Concepción  | 15 | 17 | 3 | 6 | 8 | 17 | 28 | -11 |
|  | 17.  | Unión La Calera      | 15 | 17 | 2 | 9 | 6 | 11 | 18 | -7  |
|  | 18.  | Dep. La Serena       | 12 | 17 | 2 | 6 | 9 | 20 | 33 | -13 |

### Playoff
|  | Quarti di finale     | Quarti di finale     | Quarti di finale | Quarti di finale | Quarti di finale |  |  | Semifinali       | Semifinali       | Semifinali       | Semifinali       | Semifinali |   |       | Finale         | Finale         | Finale | Finale | Finale |  |
|  |                      |                      |                  |                  |                  |  |  |                  |                  |                  |                  |            |   |       |                |                |        |        |        |  |
|  | Colo-Colo            | Colo-Colo            | 2                | 4                | 6                |  |  |                  |                  |                  |                  |            |   |       |                |                |        |        |        |  |
|  | Audax Italiano       | Audax Italiano       | 0                | 5                | 5                |  |  | Colo-Colo        | Colo-Colo        | 1                | 0                | 1          |   |       |                |                |        |        |        |  |
|  | Universidad de Chile | Universidad de Chile | 0                | 1                | 1                |  |  | Unión Española   | Unión Española   | 3                | 2                | 5          |   |       |                |                |        |        |        |  |
|  | Unión Española       | Unión Española       | 0                | 4                | 4                |  |  |                  |                  |                  |                  |            |   |       | Unión Española | Unión Española | 3      | 1      | 4 (2)  |  |
|  | Palestino            | Palestino            | 1                | 1                | 2                |  |  |                  |                  | Huachipato (dtr) | Huachipato (dtr) | 1          | 3 | 4 (3) |                |                |        |        |        |  |
|  | Huachipato           | Huachipato           | 1                | 2                | 3                |  |  | Huachipato       | Huachipato       | 1                | 1                | 2          |   |       |                |                |        |        |        |  |
|  | Dep. Iquique         | Dep. Iquique         | 0                | 0                | 0                |  |  | Rangers de Talca | Rangers de Talca | 0                | 1                | 1          |   |       |                |                |        |        |        |  |
|  | Rangers de Talca     | Rangers de Talca     | 1                | 1                | 2                |  |  |                  |                  |                  |                  |            |   |       |                |                |        |        |        |  |

- A parità di punteggio al termine dei 180 minuti, prevale la squadra con il miglior piazzamento in classifica. La regola non vale per la finale.

#### Finale
| Arbitro: | Julio Bascuñán |

|                                 |           |           |
| Merlo 48’ (aut.) Jaime 60’, 79’ | Marcatori | 10’ Nuñez |

| Arbitro: | Claudio Puga |

|                                                   |                      |                                     |
| González 37’, 44’ Villalobos 89’                  | Marcatori            | 28’ Currimilla                      |
| Rodríguez Villalobos González Cortés Aceval Merlo | Tiri di rigore 3 – 2 | Vecchio Jaime Rubio Díaz Lobos Leal |

### Classifica marcatori
Fonte: 
| Gol |  |  | Giocatore            | Squadra              |
| --- |  |  | -------------------- | -------------------- |
| 13  |  |  | Sebastián Sáez       | Audax Italiano       |
| 12  |  |  | Carlos Muñoz         | Colo-Colo            |
| 12  |  |  | Sebastián Jaime      | Unión Española       |
| 10  |  |  | Patricio Rubio       | Unión Española       |
| 9   |  |  | Miguel Ángel Cuéllar | Cobresal             |
| 9   |  |  | Diego Cháves         | Palestino            |
| 8   |  |  | César Cortés         | Huachipato           |
| 8   |  |  | Milton Caraglio      | Rangers de Talca     |
| 8   |  |  | Gabriel Vargas       | Univ. de Concepción  |
| 7   |  |  | Daniel Arismendi     | Dep. Antofagasta     |
| 7   |  |  | Richard Blanco       | O'Higgins            |
| 7   |  |  | Cristián Bogado      | Dep. Iquique         |
| 7   |  |  | Felipe Flores        | Colo-Colo            |
| 7   |  |  | Gonzalo Fierro       | Colo-Colo            |
| 7   |  |  | Enzo Gutiérrez       | Universidad de Chile |
| 7   |  |  | David Llanos         | Rangers de Talca     |
| 7   |  |  | Braian Rodríguez     | Huachipato           |

## Piazzamenti nelle coppe e retrocessioni

### Classifica complessiva
|  | Pos. | Squadra              | Pt | G  | V  | N  | P  | GF | GS | DR  |
|  | ---- | -------------------- | -- | -- | -- | -- | -- | -- | -- | --- |
|  | 1.   | Universidad de Chile | 73 | 34 | 22 | 7  | 5  | 76 | 34 | +42 |
|  | 2.   | Dep. Iquique         | 65 | 34 | 19 | 8  | 7  | 54 | 41 | +13 |
|  | 3.   | Colo-Colo            | 59 | 34 | 16 | 11 | 7  | 54 | 35 | +19 |
|  | 4.   | O'Higgins            | 55 | 34 | 16 | 7  | 11 | 53 | 42 | +11 |
|  | 5.   | Universidad Católica | 53 | 34 | 14 | 11 | 9  | 55 | 40 | +15 |
|  | 6.   | Unión Española       | 51 | 34 | 15 | 6  | 13 | 66 | 56 | +10 |
|  | 7.   | Palestino            | 48 | 34 | 14 | 6  | 14 | 36 | 44 | −8  |
|  | 8.   | Rangers de Talca     | 48 | 34 | 13 | 9  | 12 | 44 | 44 | 0   |
|  | 9.   | Huachipato           | 48 | 34 | 13 | 9  | 12 | 48 | 49 | −1  |
|  | 10.  | Cobreloa             | 43 | 34 | 13 | 4  | 17 | 46 | 49 | −3  |
|  | 11.  | Audax Italiano       | 43 | 34 | 11 | 10 | 13 | 53 | 58 | −5  |
|  | 12.  | Santiago Wanderers   | 39 | 34 | 10 | 9  | 15 | 55 | 58 | −3  |
|  | 13.  | Unión La Calera      | 39 | 34 | 8  | 15 | 11 | 32 | 36 | −4  |
|  | 14.  | Dep. Antofagasta     | 37 | 34 | 10 | 7  | 17 | 36 | 49 | −13 |
|  | 15.  | Univ. de Concepción  | 36 | 34 | 8  | 12 | 14 | 40 | 55 | −15 |
|  | 16.  | Cobresal             | 35 | 34 | 8  | 11 | 15 | 39 | 64 | −25 |
|  | 17.  | Unión San Felipe     | 34 | 34 | 8  | 10 | 16 | 31 | 42 | −11 |
|  | 18.  | Dep. La Serena       | 31 | 34 | 7  | 10 | 17 | 44 | 66 | −22 |

### Playoff promozione/retrocessione
| Squadra 1                          | Totale                             | Squadra 2                          | Andata                             | Ritorno                            |
| Retrocessione/promozione playoff 1 | Retrocessione/promozione playoff 1 | Retrocessione/promozione playoff 1 | Retrocessione/promozione playoff 1 | Retrocessione/promozione playoff 1 |
| ---------------------------------- | ---------------------------------- | ---------------------------------- | ---------------------------------- | ---------------------------------- |
| Univ. de Concepción                | 1 - 4                              | CD Everton                         | 0 - 1                              | 1 - 3                              |
| Retrocessione/promozione playoff 2 |                                    |                                    |                                    |                                    |
| Cobresal                           | 4 - 3                              | Barnechea                          | 1 - 3                              | 3 - 0                              |

### Verdetti
- Qualificate alla Coppa Libertadores 2013:

 Universidad de Chile - Campione Torneo Apertura
 Huachipato - Campione Torneo Clausura
 Dep. Iquique - Miglior punteggio nella classifica aggregata
- Qualificata alla Coppa Sudamericana 2013:

 Colo-Colo - 1º posto nella fase regolare del Torneo Clausura
- Retrocesse in Primera B:

 Dep. La Serena
 Unión San Felipe
 Univ. de Concepción (Liguilla de Promoción)
- Promozione in Primera División:

 San Marcos de Arica
 Ñublense
 Everton (Liguilla de Promoción)